# كارلوس رينان
كارلوس رينان هو لاعب كرة قدم ومدرب كرة قدم برازيلي في مركز الدفاع، ولد في 12 فبراير 1983 في ريو دي جانيرو في البرازيل. لعب مع زاغويمبيه لوبين ونادي باسوش دي فيريرا ونادي بانغو أتلتيكو ونادي فلامنغو.

## وصلات خارجية
- كارلوس رينان على موقع قاعدة بيانات كرة القدم.إي يو (الإنجليزية)
- كارلوس رينان على موقع Soccerway.com (الإنجليزية)